# Wanda dos Santos
Wanda dos Santos (ur. 1 czerwca 1932 w São Paulo, zm. 30 czerwca 2025 tamże) – brazylijska lekkoatletka, płotkarka i skoczkini w dal, medalistka igrzysk panamerykańskich, wielokrotna mistrzyni Ameryki Południowej, dwukrotna olimpijka.

## Kariera sportowa
Dwukrotnie wystąpiła na igrzyskach olimpijskich. W 1952 w Helsinkach zajęła 21. miejsce w skoku w dal oraz odpadła w półfinale biegu na 80 metrów przez płotki, a w 1960 w Rzymie odpadła w eliminacjach biegu na 80 metrów przez płotki.
Cztery razy wzięła udział w igrzyskach panamerykańskich, za każdym razem zdobywając medal. Zdobyła brązowy medal w skoku w dal (za Chilijkami Beatriz Kretschmer i Lisą Peters, a także zajęła 4. miejsca w biegu na 80 metrów przez płotki i w sztafecie 4 × 100 metrów w 1951 w Buenos Aires. W 1955 w Meksyku zdobyła brązowy medal w biegu na 80 metrów przez płotki (za Elianą Gaete z Chile i Berthą Díaz z Kuby) oraz odpadła w eliminacjach biegu na 60 metrów, a w 1959 w Chicago zdobyła srebrny medal w biegu na 80 metrów przez płotki (za Berthą Díaz, a przed Marian Munroe z Kanady), zajęła 4. miejsce w sztafecie 4 × 100 metrów oraz odpadła w półfinale biegu na 60 metrów. Na swych ostatnich igrzyskach panamerykańskich w 1963 w São Paulo dos Santos zdobyła brązowy medal w biegu na 80 metrów przez płotki (za Amerykanką Jo Ann Terry,oraz Kanadyjką Jenny Wingerson, a także odpadła w eliminacjach biegu na 100 metrów.
Odniosła wiele sukcesów w mistrzostwach Ameryki Południowej. Zwyciężyła w biegu na 80 metrów przez płotki w 1949 w Limie, 1952 w Buenos Aires, 1954 w São Paulo, 1956 w Santiago, 1958 w Montevideo i 1961 w Limie, a także zdobyła srebrny medal w 1947 w Rio de Janeiro. W skoku wzwyż zwyciężyła w 1949 i 1961, zdobyła srebrne medale w 1947 i 1958 oraz brązowe medale w 1952 i 1954. Zwyciężyła również w biegu na 80 metrów przez płotki na nieoficjalnych mistrzostwach Ameryki Południowej w 1953 w Santiago.
Do Santos zdobyła złote medale w biegu na 80 metrów przez płotki na igrzyskach ibero-amerykańskich w 1960 w Santiago i igrzyskach ibero-amerykańskich w 1962 w Madrycie.
Była rekordzistką Brazylii w biegu na 80 metrów przez płotki do czasu 11,3 s, uzyskanego 23 lipca 1952 w Helsinkach. Dwukrotnie poprawiała rekord swego kraju w skoku w dal do wyniku 5,64 m, osiągniętego 10 grudnia 1950 w São Paulo.